# Labdarúgás az 1988. évi nyári olimpiai játékokon
Az 1988. évi nyári olimpiai játékokon a labdarúgótornát szeptember 17. és október 1. között rendezték. A tornán 16 nemzet csapata vett részt.

## Éremtáblázat
(Az egyes számoszlopok legmagasabb értéke, vagy értékei vastagítással kiemelve.)
| Az 1988. évi nyári olimpiai játékok éremtáblázata labdarúgásban | Az 1988. évi nyári olimpiai játékok éremtáblázata labdarúgásban | Az 1988. évi nyári olimpiai játékok éremtáblázata labdarúgásban | Az 1988. évi nyári olimpiai játékok éremtáblázata labdarúgásban | Az 1988. évi nyári olimpiai játékok éremtáblázata labdarúgásban | Olimpia  |
| --------------------------------------------------------------- | --------------------------------------------------------------- | --------------------------------------------------------------- | --------------------------------------------------------------- | --------------------------------------------------------------- | -------- |
|                                                                 | Ország                                                          | Arany                                                           | Ezüst                                                           | Bronz                                                           | Összesen |
| 1.                                                              | Szovjetunió (URS)                                               | 1                                                               | 0                                                               | 0                                                               | 1        |
|                                                                 |                                                                 |                                                                 |                                                                 |                                                                 |          |
| 2.                                                              | Brazília (BRA)                                                  | 0                                                               | 1                                                               | 0                                                               | 1        |
|                                                                 |                                                                 |                                                                 |                                                                 |                                                                 |          |
| 3.                                                              | NSZK (FRG)                                                      | 0                                                               | 0                                                               | 1                                                               | 1        |
|                                                                 |                                                                 |                                                                 |                                                                 |                                                                 |          |
| Összesen                                                        | Összesen                                                        | 1                                                               | 1                                                               | 1                                                               | 3        |

## Érmesek
| Az 1988. évi nyári olimpiai játékok érmesei férfi labdarúgásban | Az 1988. évi nyári olimpiai játékok érmesei férfi labdarúgásban | Az 1988. évi nyári olimpiai játékok érmesei férfi labdarúgásban | Az 1988. évi nyári olimpiai játékok érmesei férfi labdarúgásban |
| --- | --- | --- | --------------------------------------------------------------- |
| Arany | Ezüst | Bronz |                                                                 |
| Szovjetunió (URS) | Brazília (BRA) | NSZK (FRG) |                                                                 |
| Alekszandr Borogyuk Olekszij Cserednik Igor Dobrovolszkij Szergej Fokin Szergej Gorlukovics Dmitrij Harin Arvydas Janonis Jevgenyij Jarovenko Gela Ketasvili Jevgenyij Kuznyecov Volodimir Ljutij Viktor Loszev Olekszij Mihajlicsenko Arminas Narbekovas İqor Ponomaryov Alekszej Prudnyikov Jurij Szavicsev Igor Szkljarov Vlagyimir Tatarcsuk Vadim Tiscsenko | Cláudio Taffarel Jorginho Batista Ricardo Gomes Ademir Mazinho Valdo Geovani Edmar Careca II Romário Zé Carlos André Cruz Luiz Carlos Winck Aloísio Milton Neto João Paulo Andrade Bebeto | Uwe Kamps Oliver Reck Wolfgang Funkel Roland Grahammer Thomas Horster Gunnar Sauer Michael Schulz Rudolf Bommer Holger Fach Gerhard Kleppinger Armin Gortz Thomas Häßler Olaf Janssen Christian Schreier Ralf Sievers Wolfram Wuttke Jürgen Klinsmann Fritz Walter Frank Mill Karl-Heinz Riedle |                                                                 |

## Lebonyolítás
A 16 csapatot 4 darab 4 csapatos csoportba sorsolták. A csoportokban körmérkőzések döntötték el a csoportok végeredményét. A csoportokból az első két helyezett jutott tovább a negyeddöntőbe, ahonnan egyenes kieséses rendszerben folytatódott a torna.

## Helyszínek
| Város   | Stadion             | Férőhely |
| ------- | ------------------- | -------- |
| Szöul   | Olimpiai Stadion    | 69 841   |
| Szöul   | Dongdaemun Stadium  | 30 000   |
| Tegu    | Daegu Civic Stadium | 27 000   |
| Puszan  | Goodeok Stadium     | 24 363   |
| Gwangju | Gwangju Stadium     | 30 000   |
| Daejeon | Hanbat Stadium      | 20 618   |

## Csoportkör
| Színmagyarázat                                             |
| ---------------------------------------------------------- |
| A csoportok első két helyezettje bejutott a negyeddöntőbe. |
| A csoportok harmadik és negyedik helyezettjei kiestek.     |

### A csoport
| Csapat           | M | Gy | D | V | Rg | Kg | Gk | P |
| ---------------- | - | -- | - | - | -- | -- | -- | - |
| Svédország (SWE) | 3 | 2  | 1 | 0 | 6  | 3  | +3 | 5 |
| NSZK (FRG)       | 3 | 2  | 0 | 1 | 8  | 3  | +5 | 4 |
| Tunézia (TUN)    | 3 | 0  | 2 | 1 | 3  | 6  | –3 | 2 |
| Kína (CHN)       | 3 | 0  | 1 | 2 | 0  | 5  | –5 | 1 |

| 1988. szeptember 17. 17:00 (UTC+9) |

| Kína (CHN) | 0–3               | NSZK (FRG)              |
| ---------- | ----------------- | ----------------------- |
|            | (0–1) Jegyzőkönyv | Wuttke 31' Mill 60' 89' |

| Goodeok Stadium, Puszan Nézőszám: 24 000 Játékvezető: Juan Cardellino de San Vicente (uruguayi) |

| 1988. szeptember 17. 19:00 (UTC+9) |

| Svédország (SWE)        | 2–2               | Tunézia (TUN)                    |
| ----------------------- | ----------------- | -------------------------------- |
| Thern 44' Hellstrom 45' | (2–2) Jegyzőkönyv | Dhiab 16' Maaloul 43' (11-esből) |

| Daegu Civic Stadium, Tegu Nézőszám: 20 000 Játékvezető: Edgardo Codesal Méndez (mexikói) |

| 1988. szeptember 19. 17:00 (UTC+9) |

| Tunézia (TUN)          | 1–4               | NSZK (FRG)                                           |
| ---------------------- | ----------------- | ---------------------------------------------------- |
| Maaloul 26' (11-esből) | (1–1) Jegyzőkönyv | Grahammer 4' Fach 50' Mill 55' Wuttke 75' (11-esből) |

| Goodeok Stadium, Puszan Nézőszám: 14 000 Játékvezető: Kenneth Hope (angol) |

| 1988. szeptember 19. 19:00 (UTC+9) |

| Svédország (SWE)       | 2–0               | Kína (CHN) |
| ---------------------- | ----------------- | ---------- |
| Lonn 19' Hellstrom 42' | (2–0) Jegyzőkönyv |            |

| Daegu Civic Stadium, Tegu Nézőszám: 17 000 Játékvezető: Badara Sène (szenegáli) |

| 1988. szeptember 21. 17:00 (UTC+9) |

| Tunézia (TUN) | 0–0         | Kína (CHN) |
| ------------- | ----------- | ---------- |
|               | Jegyzőkönyv |            |

| Goodeok Stadium, Puszan Nézőszám: 17 000 Játékvezető: Lennox Sirjuesingh (Trinidad és Tobagó-i) |

| 1988. szeptember 21. 19:00 (UTC+9) |

| Svédország (SWE)      | 2–1               | NSZK (FRG) |
| --------------------- | ----------------- | ---------- |
| Engqvist 64' Lonn 85' | (0–0) Jegyzőkönyv | Walter 60' |

| Daegu Civic Stadium, Tegu Nézőszám: 17 000 Játékvezető: Kurt Röthlisberger (svájci) |

### B csoport
| Csapat            | M | Gy | D | V | Rg | Kg | Gk  | P |
| ----------------- | - | -- | - | - | -- | -- | --- | - |
| Zambia (ZAM)      | 3 | 2  | 1 | 0 | 10 | 2  | +8  | 5 |
| Olaszország (ITA) | 3 | 2  | 0 | 1 | 7  | 6  | +1  | 4 |
| Irak (IRQ)        | 3 | 1  | 1 | 1 | 5  | 4  | +1  | 3 |
| Guatemala (GUA)   | 3 | 0  | 0 | 3 | 2  | 12 | –10 | 0 |

| 1988. szeptember 17. 19:00 (UTC+9) |

| Zambia (ZAM)               | 2–2               | Irak (IRQ)                     |
| -------------------------- | ----------------- | ------------------------------ |
| Nyirenda 44' K. Bwalya 66' | (1–1) Jegyzőkönyv | Radhi 36' (11-esből) Alahi 71' |

| Hanbat Stadium, Daejeon Nézőszám: 29 600 Játékvezető: Jesús Díaz (kolumbiai) |

| 1988. szeptember 17. 17:00 (UTC+9) |

| Olaszország (ITA)                                          | 5–2               | Guatemala (GUA)           |
| ---------------------------------------------------------- | ----------------- | ------------------------- |
| Carnevale 3' Evani 11' Virdis 34' Ferrara 38' Desideri 75' | (4–1) Jegyzőkönyv | Castañeda 7' Paniagua 79' |

| Gwangju Stadium, Gwangju Nézőszám: 12 000 Játékvezető: Takada Sizuo (japán) |

| 1988. szeptember 19. 19:00 (UTC+9) |

| Irak (IRQ)                                  | 3–0               | Guatemala (GUA) |
| ------------------------------------------- | ----------------- | --------------- |
| Radhi 57' Taufek 67' Mazariegos 72' (öngól) | (0–0) Jegyzőkönyv |                 |

| Hanbat Stadium, Daejeon Nézőszám: 23 500 Játékvezető: Jean Fidele Diramba (gaboni) |

| 1988. szeptember 19. 17:00 (UTC+9) |

| Zambia (ZAM)                        | 4–0               | Olaszország (ITA) |
| ----------------------------------- | ----------------- | ----------------- |
| K. Bwalya 40' 55' 90' J. Bwalya 63' | (1–0) Jegyzőkönyv |                   |

| Gwangju Stadium, Gwangju Nézőszám: 9800 Játékvezető: Keith Hackett (angol) |

| 1988. szeptember 21. 17:00 (UTC+9) |

| Zambia (ZAM)                      | 4–0               | Guatemala (GUA) |
| --------------------------------- | ----------------- | --------------- |
| Makinka 53' 85' K. Bwalya 79' 82' | (0–0) Jegyzőkönyv |                 |

| Gwangju Stadium, Kvangdzsu Nézőszám: 9000 Játékvezető: Dzsászim Mandí (bahreini) |

| 1988. szeptember 21. 17:00 (UTC+9) |

| Irak (IRQ) | 0–2               | Olaszország (ITA)        |
| ---------- | ----------------- | ------------------------ |
|            | (0–0) Jegyzőkönyv | Rizzitelli 59' Mauro 63' |

| Dongdaemun Stadium, Szöul Nézőszám: 13 000 Játékvezető: Hernán Silva (chilei) |

### C csoport
| Csapat                 | M | Gy | D | V | Rg | Kg | Gk | P |
| ---------------------- | - | -- | - | - | -- | -- | -- | - |
| Szovjetunió (URS)      | 3 | 2  | 1 | 0 | 6  | 2  | +4 | 5 |
| Argentína (ARG)        | 3 | 1  | 1 | 1 | 4  | 4  | 0  | 3 |
| Dél-Korea (KOR)        | 3 | 0  | 2 | 1 | 1  | 2  | –1 | 2 |
| Egyesült Államok (USA) | 3 | 0  | 2 | 1 | 3  | 5  | –2 | 2 |

| 1988. szeptember 18. 17:00 (UTC+9) |

| Dél-Korea (KOR) | 0–0         | Szovjetunió (URS) |
| --------------- | ----------- | ----------------- |
|                 | Jegyzőkönyv |                   |

| Goodeok Stadium, Puszan Nézőszám: 30 000 Játékvezető: Tullio Lanese (olasz) |

| 1988. szeptember 18. 19:00 (UTC+9) |

| Egyesült Államok (USA) | 1–1               | Argentína (ARG)       |
| ---------------------- | ----------------- | --------------------- |
| Windischmann 78'       | (0–0) Jegyzőkönyv | Alfaro 83' (11-esből) |

| Daegu Civic Stadium, Tegu Nézőszám: 18 500 Játékvezető: Dzsamál as-Saríf (szíriai) |

| 1988. szeptember 20. 17:00 (UTC+9) |

| Dél-Korea (KOR) | 0–0         | Egyesült Államok (USA) |
| --------------- | ----------- | ---------------------- |
|                 | Jegyzőkönyv |                        |

| Goodeok Stadium, Puszan Nézőszám: 22 000 Játékvezető: Baba Laouissi (marokkói) |

| 1988. szeptember 20. 19:00 (UTC+9) |

| Szovjetunió (URS)                  | 2–1               | Argentína (ARG)       |
| ---------------------------------- | ----------------- | --------------------- |
| Dobrovolszkij 8' Mihajlicsenko 22' | (2–0) Jegyzőkönyv | Alfaro 77' (11-esből) |

| Daegu Civic Stadium, Tegu Nézőszám: 25 000 Játékvezető: Gérard Biguet (francia) |

| 1988. szeptember 22. 17:00 (UTC+9) |

| Dél-Korea (KOR)             | 1–2               | Argentína (ARG)      |
| --------------------------- | ----------------- | -------------------- |
| No Szudzsin (No Su-Jin) 14' | (1–1) Jegyzőkönyv | Alfaro 3' Fabbri 73' |

| Goodeok Stadium, Puszan Nézőszám: 30 000 Játékvezető: Christopher Bambridge (ausztrál) |

| 1988. szeptember 22. 17:00 (UTC+9) |

| Szovjetunió (URS)                                                | 4–2               | Egyesült Államok (USA) |
| ---------------------------------------------------------------- | ----------------- | ---------------------- |
| Mihajlicsenko 7' 48' Narbekovas 19' Dobrovolszkij 45' (11-esből) | (3–0) Jegyzőkönyv | Goulet 65' Doyle 85'   |

| Daegu Civic Stadium, Tegu Nézőszám: 20 000 Játékvezető: Arnaldo Coelho (brazil) |

### D csoport
| Csapat            | M | Gy | D | V | Rg | Kg | Gk | P |
| ----------------- | - | -- | - | - | -- | -- | -- | - |
| Brazília (BRA)    | 3 | 3  | 0 | 0 | 9  | 1  | +8 | 6 |
| Ausztrália (AUS)  | 3 | 2  | 0 | 1 | 2  | 3  | –1 | 4 |
| Jugoszlávia (YUG) | 3 | 1  | 0 | 2 | 4  | 4  | 0  | 2 |
| Nigéria (NGR)     | 3 | 0  | 0 | 3 | 1  | 8  | –7 | 0 |

| 1988. szeptember 18. 19:00 (UTC+9) |

| Brazília (BRA)                       | 4–0               | Nigéria (NGR) |
| ------------------------------------ | ----------------- | ------------- |
| Edmar 59' Romário 74' 84' Bebeto 86' | (0–0) Jegyzőkönyv |               |

| Hanbat Stadium, Daejeon Nézőszám: 29 512 Játékvezető: Vincent Mauro (amerikai) |

| 1988. szeptember 18. 17:00 (UTC+9) |

| Ausztrália (AUS) | 1–0               | Jugoszlávia (YUG) |
| ---------------- | ----------------- | ----------------- |
| Farina 48'       | (0–0) Jegyzőkönyv |                   |

| Gwangju Stadium, Gwangju Nézőszám: 12 000 Játékvezető: Juan Loustau (argentin) |

| 1988. szeptember 20. 17:00 (UTC+9) |

| Jugoszlávia (YUG)                  | 3–1               | Nigéria (NGR) |
| ---------------------------------- | ----------------- | ------------- |
| Stojković 35' 67' Šabanadžović 49' | (1–0) Jegyzőkönyv | Yekini 88'    |

| Hanbat Stadium, Daejeon Nézőszám: 24 000 Játékvezető: Choi Gil-Soo (dél-koreai) |

| 1988. szeptember 20. 19:00 (UTC+9) |

| Ausztrália (AUS) | 0–3               | Brazília (BRA)      |
| ---------------- | ----------------- | ------------------- |
|                  | (0–1) Jegyzőkönyv | Romário 20' 57' 61' |

| Dongdaemun Stadium, Szöul Nézőszám: 15 000 Játékvezető: Karl-Heinz Tritschler (nyugatnémet) |

| 1988. szeptember 22. 19:00 (UTC+9) |

| Jugoszlávia (YUG) | 1–2               | Brazília (BRA)            |
| ----------------- | ----------------- | ------------------------- |
| Šabanadžović 69'  | (0–1) Jegyzőkönyv | André Cruz 25' Bebeto 56' |

| Hanbat Stadium, Daejeon Nézőszám: 31 200 Játékvezető: Aleksej Spirin (szovjet) |

| 1988. szeptember 22. 19:00 (UTC+9) |

| Ausztrália (AUS) | 1–0               | Nigéria (NGR) |
| ---------------- | ----------------- | ------------- |
| Kosmina 76'      | (0–0) Jegyzőkönyv |               |

| Dongdaemun Stadium, Szöul Nézőszám: 12 800 Játékvezető: Michał Listkiewicz (lengyel) |

## Egyenes kieséses szakasz

### Negyeddöntők
| 1988. szeptember 25. 19:00 (UTC+9) |

| Svédország (SWE) | 1–2 (h. u.)                 | Olaszország (ITA)     |
| ---------------- | --------------------------- | --------------------- |
| Hellstrom 84'    | (0–0, 1–1, 1–2) Jegyzőkönyv | Virdis 50' Crippa 98' |

| Hanbat Stadium, Daejeon Nézőszám: 11 000 Játékvezető: Gérard Biguet (francia) |

| 1988. szeptember 25. 17:00 (UTC+9) |

| Zambia (ZAM) | 0–4               | NSZK (FRG)                                  |
| ------------ | ----------------- | ------------------------------------------- |
|              | (0–3) Jegyzőkönyv | Funkel 18' (11-esből) Klinsmann 34' 43' 89' |

| Gwangju Stadium, Gwangju Nézőszám: 8000 Játékvezető: Jesús Díaz (kolumbiai) |

| 1988. szeptember 25. 17:00 (UTC+9) |

| Szovjetunió (URS)                                             | 3–0               | Ausztrália (AUS) |
| ------------------------------------------------------------- | ----------------- | ---------------- |
| Dobrovolszkij 50' (11-esből) 54' (11-esből) Mihajlicsenko 62' | (0–0) Jegyzőkönyv |                  |

| Goodeok Stadium, Puszan Nézőszám: 7000 Játékvezető: Juan Daniel Cardellino (uruguayi) |

| 1988. szeptember 25. 19:00 (UTC+9) |

| Brazília (BRA) | 1–0               | Argentína (ARG) |
| -------------- | ----------------- | --------------- |
| Geovani 76'    | (0–0) Jegyzőkönyv |                 |

| Dongdaemun Stadium, Szöul Nézőszám: 21 800 Játékvezető: Kurt Röthlisberger (svájci) |

### Elődöntők
| 1988. szeptember 27. 17:00 (UTC+9) |

| Olaszország (ITA)         | 2–3 (h. u.)                 | Szovjetunió (URS)                                   |
| ------------------------- | --------------------------- | --------------------------------------------------- |
| Virdis 50' Carnevale 118' | (0–0, 1–1, 1–2) Jegyzőkönyv | Dobrovolszkij 78' Narbekovas 92' Mihajlicsenko 106' |

| Goodeok Stadium, Puszan Nézőszám: 10 000 Játékvezető: Dzsamál as-Saríf (szíriai) |

| 1988. szeptember 27. 20:00 (UTC+9) |

| Brazília (BRA) | 1–1 (h. u.)                 | NSZK (FRG) |
| -------------- | --------------------------- | ---------- |
| Romário 50'    | (0–0, 1–1, 1–1) Jegyzőkönyv | Fach 79'   |
| Büntetőpárbaj  |                             |            |
|                | 3–2                         |            |

| Olimpiai Stadion, Szöul Nézőszám: 65 000 Játékvezető: Keith Hackett (angol) |

### Bronzmérkőzés
| 1988. szeptember 30. 19:00 (UTC+9) |

| Olaszország (ITA) | 0–3               | NSZK (FRG)                               |
| ----------------- | ----------------- | ---------------------------------------- |
|                   | (0–2) Jegyzőkönyv | Klinsmann 5' Kleppinger 18' Schreier 68' |

| Olimpiai Stadion, Szöul Nézőszám: 61 000 Játékvezető: Juan Loustau (argentin) |

### Döntő
| 1988. október 1. 19:00 (UTC+9) |

| Szovjetunió (URS)                           | 2–1 (h. u.)                 | Brazília (BRA) |
| ------------------------------------------- | --------------------------- | -------------- |
| Dobrovolszkij 60' (11-esből) Szavicsev 103' | (0–1, 1–1, 2–1) Jegyzőkönyv | Romário 29'    |

| Olimpiai Stadion, Szöul Nézőszám: 74 000 Játékvezető: Gérard Biguet (francia) |

| Az 1988. évi nyári olimpiai játékok férfi labdarúgótornájának olimpiai bajnoka |
| · SZOVJETUNIÓ · 2. cím                                                         |
| ------------------------------------------------------------------------------ |

## Góllövőlista
| 7 gólos - Romário 6 gólos - Kalusha Bwalya - Igor Dobrovolszkij 5 gólos - Olekszij Mihajlicsenko | 4 gólos - Jürgen Klinsmann 3 gólos - Carlos Alfaro - Jan Hellstrom - Frank Mill - Pietro Paolo Virdis |

## Végeredmény
Az első négy helyezett utáni sorrend nem tekinthető hivatalosnak, mivel ezekért a helyekért nem játszottak mérkőzéseket. Ezért e helyezések meghatározása a következők szerint történt:
1. több szerzett pont (a 11-esekkel eldöntött találkozók a hosszabbítást követő eredménnyel, döntetlenként vannak feltüntetve)
2. jobb gólkülönbség
3. több szerzett gól

| Helyezés | Csapat                 | M | Gy | D | V | G+ | G– | Gk  | P  |
| -------- | ---------------------- | - | -- | - | - | -- | -- | --- | -- |
| Arany    | Szovjetunió (URS)      | 6 | 5  | 1 | 0 | 14 | 6  | +8  | 11 |
| Ezüst    | Brazília (BRA)         | 6 | 4  | 1 | 1 | 12 | 4  | +8  | 9  |
| Bronz    | NSZK (FRG)             | 6 | 4  | 1 | 1 | 16 | 4  | +12 | 9  |
| 4.       | Olaszország (ITA)      | 6 | 3  | 0 | 3 | 11 | 13 | –2  | 6  |
|          |                        |   |    |   |   |    |    |     |    |
| 5.       | Zambia (ZAM)           | 4 | 2  | 1 | 1 | 10 | 6  | +4  | 5  |
| 6.       | Svédország (SWE)       | 4 | 2  | 1 | 1 | 7  | 5  | +2  | 5  |
| 7.       | Ausztrália (AUS)       | 4 | 2  | 0 | 2 | 2  | 6  | –4  | 4  |
| 8.       | Argentína (ARG)        | 4 | 1  | 1 | 2 | 4  | 5  | –1  | 3  |
|          |                        |   |    |   |   |    |    |     |    |
| 9.       | Irak (IRQ)             | 3 | 1  | 1 | 1 | 5  | 4  | +1  | 3  |
| 10.      | Jugoszlávia (YUG)      | 3 | 1  | 0 | 2 | 4  | 4  | 0   | 2  |
| 11.      | Dél-Korea (KOR)        | 3 | 0  | 2 | 1 | 1  | 2  | –1  | 2  |
| 12.      | Egyesült Államok (USA) | 3 | 0  | 2 | 1 | 3  | 5  | –2  | 2  |
| 13.      | Tunézia (TUN)          | 3 | 0  | 2 | 1 | 3  | 6  | –3  | 2  |
| 14.      | Kína (CHN)             | 3 | 0  | 1 | 2 | 0  | 5  | –5  | 1  |
| 15.      | Nigéria (NGR)          | 3 | 0  | 0 | 3 | 1  | 8  | –7  | 0  |
| 16.      | Guatemala (GUA)        | 3 | 0  | 0 | 3 | 2  | 12 | –10 | 0  |